# Serrat dels Tres Pins
El Serrat dels Tres Pins és una muntanya de 287 metres que es troba al municipi de Navarcles, a la comarca catalana del Bages. Està completament integrada a la població de Navarcles.